# مقياس حدة السمع

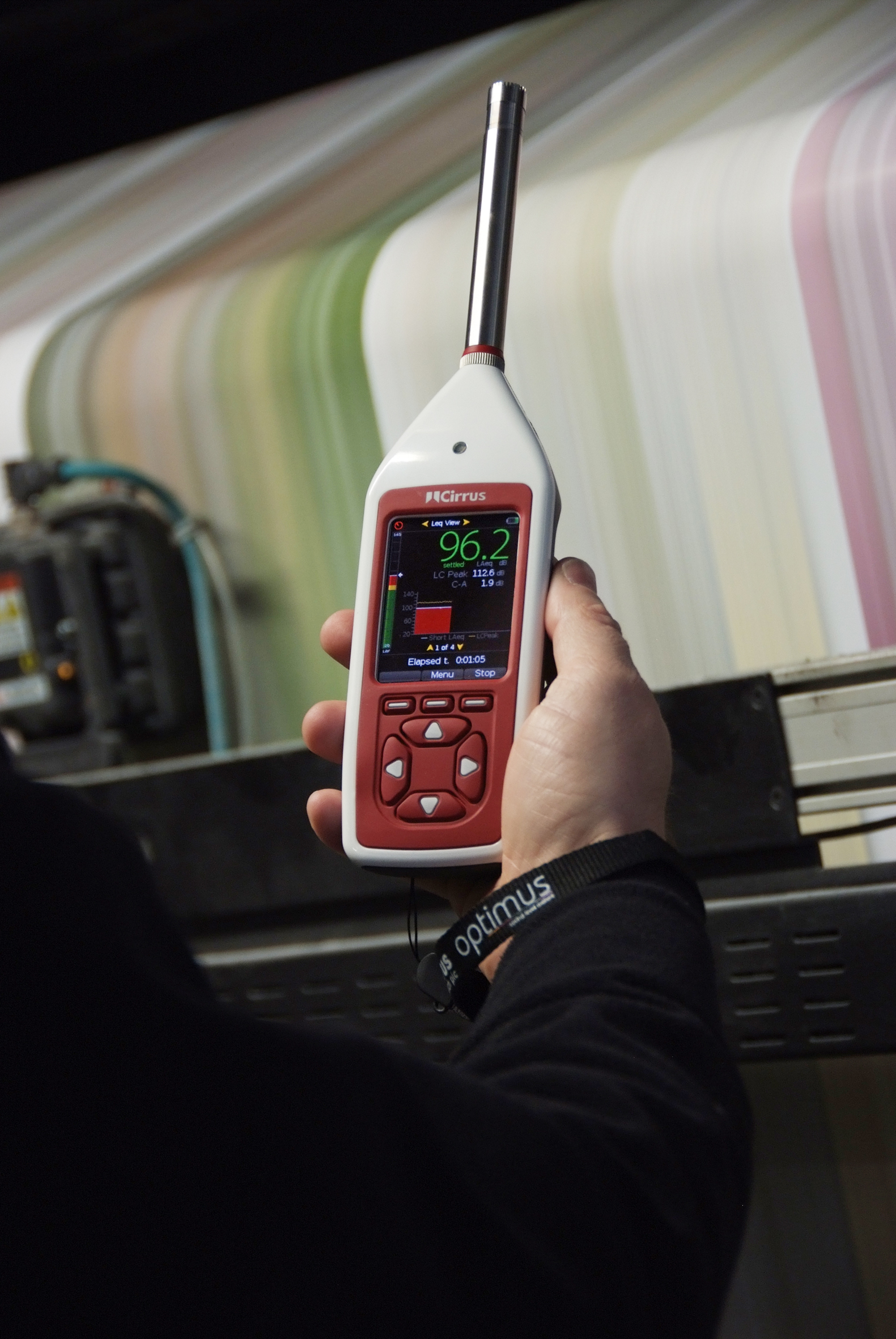

مقياس حدة السمع أو الصونومتر Sonometer عبارة عن أداة تستعمل لدراسة العلاقات الحسابية للنغمات الموسيقية. ويسمى الصونومتر أحياناً باسم الوتر الواحد إذ تتألف تلك الأداة من وتر مشدود جيدًا، تمر إحدى نهاياته فوق بكرة، وعند الضرب عليه يهتز الوتر مُصدراً صوتاً.

## طريقته
يشتد تردد النغم (عدد الهزّات في الثانية) كلما ازداد الوتر قِصرًا أو شدًّا.